# Шурга (Семісолинське сільське поселення)
Шурга́ (рос. Шурга, марій. Шӱргӧ) — присілок у складі Моркинського району Марій Ел, Росія. Входить до складу Семісолинського сільського поселення.

## Населення
Населення — 30 осіб (2010; 50 у 2002).
Національний склад (станом на 2002 рік):
- лучні марійці — 100 %